# Ernocornutina
Ernocornutina là một chi bướm đêm thuộc phân họ Tortricinae của họ Tortricidae.

## Các loài
- Ernocornutina gambra Razowski, 1988